# Transennella cubaniana
Transennella cubaniana är en musselart som först beskrevs av d'Orbigny 1842.  Transennella cubaniana ingår i släktet Transennella och familjen venusmusslor. Inga underarter finns listade i Catalogue of Life.